# 哈利利圆顶寺

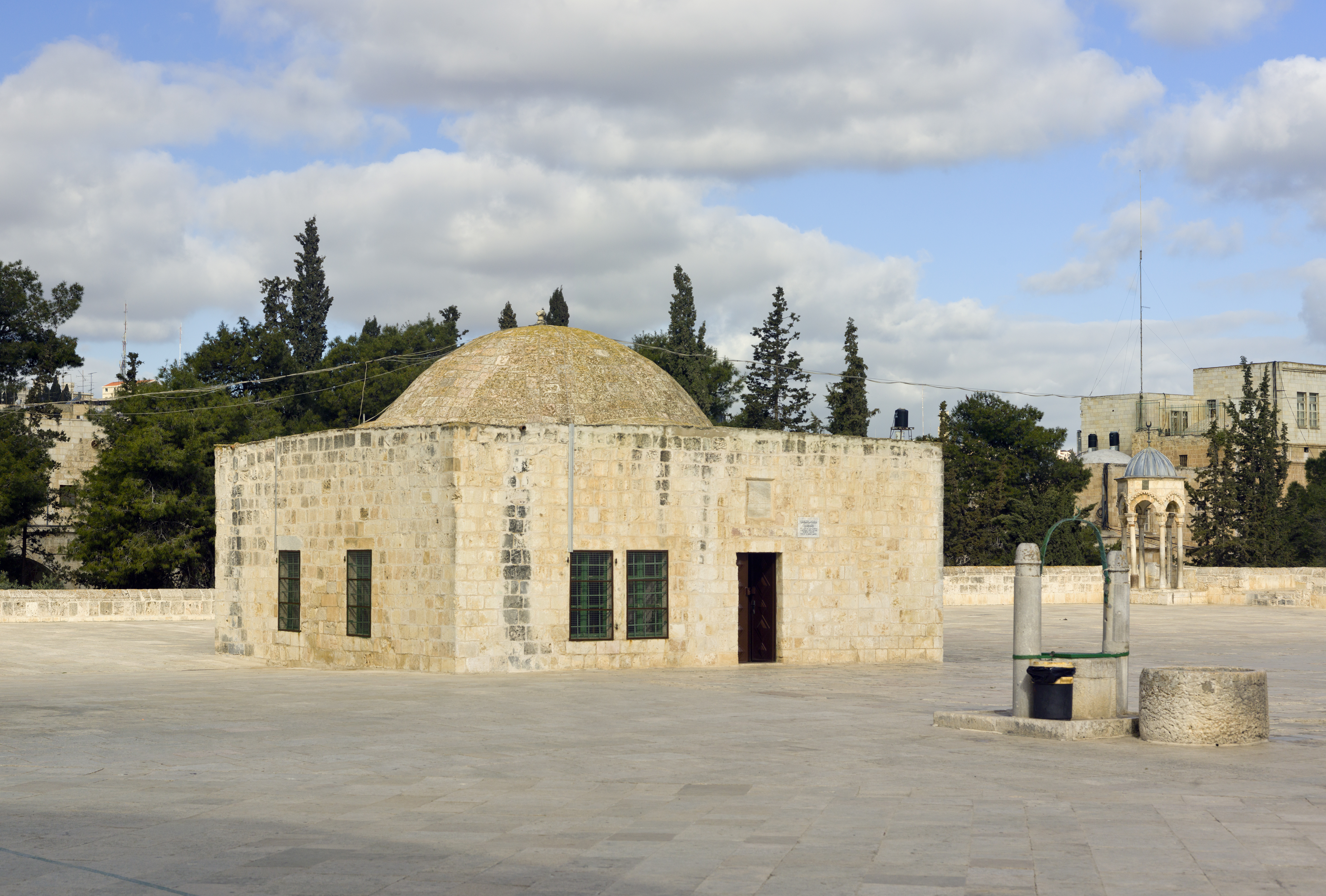
哈利利圆顶寺

哈利利圆顶寺 (Dome of al-Khalili；阿拉伯语：‎，羅馬化：Qubbat al-Khalili) 是一座小型圆顶建筑，位于耶路撒冷旧城圣殿山的中央平台，圆顶清真寺以北。该建筑物由砖砌而成，目前已失去光泽。哈利利圆顶寺建于18世纪初期，奥斯曼帝国统治巴勒斯坦期间，献给1734年去世的伊斯兰教法学学者穆罕默德·哈利利谢赫。